# Ejido San Rafael
Ejido San Rafael är en ort i Mexiko.   Den ligger i kommunen Santa Ana Maya och delstaten Michoacán de Ocampo, i den centrala delen av landet, 220 km väster om huvudstaden Mexico City. Ejido San Rafael ligger 1 838 meter över havet och antalet invånare är 198.
Terrängen runt Ejido San Rafael är kuperad norrut, men söderut är den platt. Runt Ejido San Rafael är det ganska tätbefolkat, med 166 invånare per kvadratkilometer. Närmaste större samhälle är Uriangato, 10,9 km nordväst om Ejido San Rafael. I omgivningarna runt Ejido San Rafael växer huvudsakligen savannskog.